# Blake Sakamoto

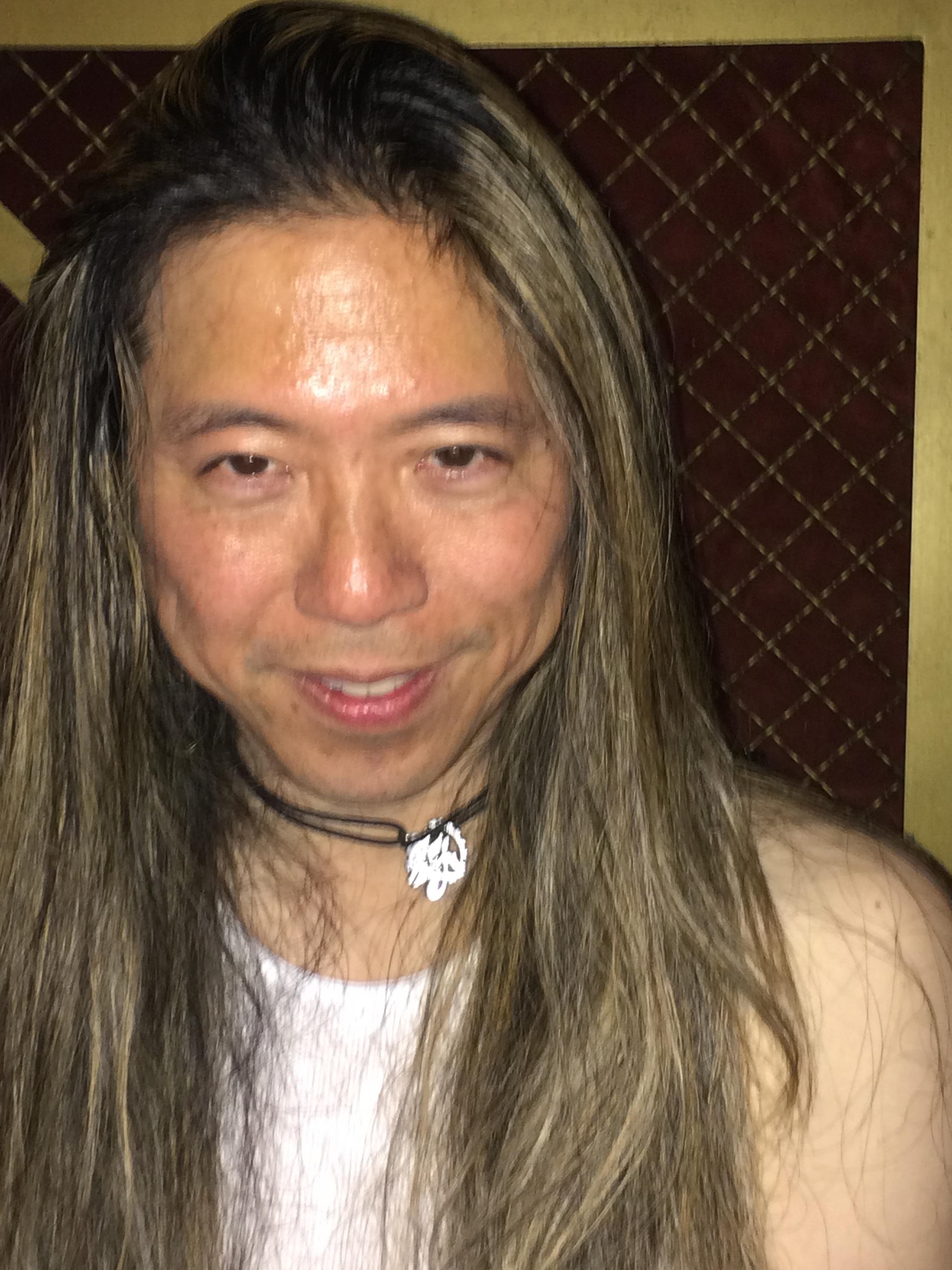
Blake Sakamoto im Juni 2014

Blake Sakamoto (* 22. August 1961) ist ein US-amerikanischer Musiker und Musikproduzent. Bekanntheit erlangte er als Keyboard-Spieler der Rock-Formation Dan Reed Network, in der er Rick DiGiarllonado ersetzte.

## Hintergrund
Blake Sakamoto wurde als Sohn von Henry und Lolita Sakamoto geboren. Bereits als Jugendlicher spielte er in verschiedenen Bands und stieß zu Dan Reed Network, als er nach einem Engagement bei der Gruppe Dear Mr. President aus Los Angeles nach Portland zurückkehrte. Dan Reed Network hatte grade ihre erste EP, Breathless, veröffentlicht, und Rick DiGiarllonado hatte die Formation verlassen. Zwischen 1988 und 1991 veröffentlichte Sakamoto mit der Band drei Studioalben und ein Livealbum.
Als die Mitglieder der Gruppe ab 1993 getrennte Wege gingen, nahm Sakamoto die Keyboards für das Album Thrills & Chills von Neil Zaza auf. Er wurde gemeinsam mit Dan Pred Mitglied der Gruppe „Generator“, die sich später in „Slowrush“ umbenannte und 2000 ein Album (Volume) veröffentlichte. Von 2000 bis 2001 gehörte er der Gruppe „Black Barrel“ an, außerdem produzierte er in den Jahren 2000 und 2003 die Alben Making Waves und Big Bang der Gruppe „Portland Taiko“. 2004 veröffentlichte Neil Zaza auf seinem Album Melodika eine Instrumental-Aufnahme des Dan-Reed-Network-Liedes Forgot to Make Her Mine, die bereits um das Jahr 2001 herum zusammen mit Sakamoto, Daniel Pred, Brion James und Melvin Brannon aufgenommen worden war.
In den Jahren von 2009 bis 2012 war Sakamoto musikalischer Leiter der Show “The Season Electric,” die jährlich zu Weihnachten in Portland stattfand. Sakamoto leitete bei den Shows die Band “Funk ‘N’ Roll Rockstar.” 2010 rief er die Gruppe „Nu Wave Machine“ ins Leben.
Seit 2007 ist er durch die Aufnahme von „Dan Reed Network“ Mitglied der Oregon Music Hall of Fame. Im Dezember 2012 trat er erstmals wieder mit der Gruppe auf, weitere Konzerte folgten 2013 während einer Europatournee. Für 2014 sind Auftritte der Band auf verschiedenen europäischen Festivals geplant.
Sakamoto verließ Dan Reed Network im Oktober 2015, weil der ernsthafte Comeback-Versuch der Band, die im Frühsommer 2016 ein neues Album bei Frontiers Records veröffentlichte, seine Zeit für familiäre Verpflichtungen zu sehr eingeschränkt hätte. Er wurde durch Rob Daiker ersetzt.

## Diskografie (Auszug)
mit Dan Reed Network
- 1986: Breathless (EP)
- 1987: Dan Reed Network
- 1989: Slam
- 1991: The Heat
- 1993: Mixin’ It Up: The Best of the Dan Reed Network
- 2014: Anthology

mit Neil Zaza
- 1993: Thrills & Chills

mit Slowrush
- 2000: Volume